# River Falls (Wisconsin)
River Falls è un comune degli Stati Uniti d'America, situato nello Stato del Wisconsin, diviso tra la contea di Pierce e la contea di St. Croix.